# Fremdlokomotive
Als Fremdlokomotive oder Beutelokomotive bezeichnet man Lokomotiven, die während einer militärischen Auseinandersetzung als Kriegsbeute temporär von ausländischen Bahngesellschaften – meist in Nachbarstaaten – übernommen werden oder nach Kriegsende dauerhaft in einem fremden Staat verbleiben. Bei Reisezugwagen spricht man entsprechend von Fremdwagen oder Beutewagen. 

## Situation in der Sowjetischen Besatzungszone
Nach dem Ende des Zweiten Weltkrieges war die Anzahl an Fremdlokomotiven, die zur Deutschen Reichsbahn kamen und in Deutschland verblieben, relativ hoch. So zählte man im Dezember 1946 in der Sowjetischen Besatzungszone (SBZ) rund 1300 fremde Maschinen. Verglichen mit dem Gesamtbestand von etwa 7500 Maschinen entsprach dies einem Anteil von 17 Prozent.
In den nachfolgenden Jahren ging die Zahl an Fremdlokomotiven allerdings aus verschiedenen Gründen rasch zurück. Einige der Fremdlokomotiven wurden in den Bestand eingereiht oder an ihre Herkunftsländer zurückgegeben. Die meisten Fremdlokomotiven waren allerdings schadhaft – von den 1300 im Jahre 1946 erfassten Fremdlokomotiven in der SBZ waren nur etwas mehr als 150 betriebsbereit – und so wurden sie zunächst zur Reparatur abgestellt. Eine Reparatur fand später jedoch kaum statt, da sich die Werkstätten unter anderem aufgrund der besseren Ersatzteilversorgung fast ausschließlich auf heimische Lokomotiven konzentrierten. Dies führte dazu, dass viele abgestellte Fremdlokomotiven in den 1950er Jahren verschrottet wurden.